# Викторополь
Викторополь — посёлок в Вейделевском районе Белгородской области России, административный центр Викторопольского сельского поселения.

## География
Посёлок расположен в юго-восточной части Белгородской области, близ границы с Украиной, в 5,43 км по прямой к юго-востоку от районного центра, посёлка Вейделевки.
В трёх километрах юго-восточнее посёлка расположен фрагмент сохранившейся степной растительности Вейделевская степь.

## История

### Происхождение названия
Поселение существовало с первой половины XIX века как владельческий хутор графов Паниных. После смерти Никиты Петровича Панина (1837 год) имением владели два его сына: Александр и Виктор. Александр Никитич умер в 1850 году, единственным наследником стал Виктор Никитич Панин.
В 1861 году крепостные крестьяне Виктора Никитича Панина получили свободу. Центр вотчины Паниных постепенно был перенесен из Вейделевки в Старый Хутор.
В 1874 году граф Виктор Никитич Панин умер. В его честь Старый Хутор стал именоваться Викторово Поле — Викторополь.

### История графского имения
По смерти графа Виктора Никитича Панина в 1874 году владелицей имения стала Анастасия Сергеевна (урождённая Мальцева), жена Владимира Викторовича Панина, сына В. Н. Панина, который умер раньше графа. Но жена графа В. Н. Панина Наталья Павловна обратилась к царю с просьбой лишить невестку права владения имением в пользу ее малолетней дочери Софьи. Просьба была удовлетворена. Новой владелицей стала графиня Наталья Павловна.
В 1899 году графиня Н. П. Панина умерла, во владение имением вступила ее внучка Софья Владимировна Панина.

### История поселения
В 1887 году в Викторовом Поле насчитывалось 30 дворов, конный завод, каскад прудов.
Питомцы конного завода в Викторополе в конце XIX века брали призы на скачках и выставках лошадей.
В конце XIX века в Викторовом Поле были увеличены посевы зернобобовых, оброк был отменен, и для всех крестьян была введена обязательная барщина. Доходы имения значительно повысились. В экономии Паниных хозяйствование было налажено на уровне передового европейского опыта, управляющих и специалистов приглашали из учебных заведений. Но и эксплуатация крестьян и батраков была также сродни тейлоровской «потогонной системе». В Викторополе были одни из лучших в Воронежской губернии поля, разводили тонкорунных овец (единственные в губернии). Овцы из имения Паниных неоднократно получали на выставках золотые медали. В имении были построены маслобойный завод, мастерские, больница. В некоторые годы в экономии Паниных засевалось более 10 тыс. десятин хлеба. За каких-нибудь 10—15 лет арендные цены увеличились в 2 раза. Все это ставило крестьянское хозяйство в крайне тяжелое положение. Условия труда были крайне тяжелыми, заработная плата очень низкая и исключительно плохое питание.
С 1890 года существовала частная школа.
В начале XX века в Викторополе — народная школа, общественное здание, слесарная, столярная, плотницкая, портняжная мастерские, метеостанция. Существовала многопольная система севооборота с внесением большого количества удобрений. Перспективы все растущей зависимости от экономии Паниной вызывали среди населения Викторополя стихийный протест: потрав экономических посевов и, самое главное, увоз снопов с помещичьих полей.
Важным поворотным моментом в жизни местного населения явилась революция 1905—1907 годов. Некоторые представители интеллигенции из учителей и служащих экономии Паниной объединилась для ведения революционной пропаганды. Их руководителем стал учитель Вейделевской школы М. И. Львов. Из служащих экономии такую же роль играл землемер И. Я. Столяров. 2 ноября 1905 года в Викторополе состоялась забастовка 200 сельскохозяйственных рабочих. Их требования — увеличение заработной платы, сокращение рабочего дня, улучшение жилищных условий и другие — были удовлетворены.
В 1906 году после подавления волнений по делу о разгроме экономии графини Паниной было привлечено к судебной ответственности 432 человека, о порубке в лесах — более 150 человек.
Под влиянием февральской революции началось крестьянское движение в Валуйском уезде. Крестьяне отобрали имение графини Паниной. С наступлением посевной кампании крестьяне стали требовать раздела помещичьей земли. Происходили ожесточённые столкновения между беднотой и зажиточной частью населения.
9 декабря 1917 года крестьяне пытались разгромить имение графини Паниной. Они начали разбирать и увозить хлеб и земледельческие орудия, уводить скот, разрушили здание управления экономией. Вейделевский волостной комитет направил делегацию для прекращения разгрома. 25 января 1918 года была провозглашена советская власть. В марте того же года в Вейделевке был организован волостной земельный отдел и осуществлена прирезка помещичьей земли к землям сельских обществ. В бывшей экономии Паниной часть земли была выделена крестьянам Вейделевской волости в виде наделов, 617 га отошло Вейделевскому опытному полю, 217 га — местному лесничеству. На оставшихся 6640 га и был основан новый совхоз, принявший название села — «Викторополь». Совхоз планировался как зерново-животноводческое хозяйство. Несмотря на то что часть имущества и скота экономии была расхищена крестьянами, в совхозе осталось много крупного рогатого скота, овец, свиней.
Весной 1918 года Викторополь оккупировали немецкие войска. Во время оккупации многие крестьяне Викторополя присоединились к партизанам, воевали под командованием Н. П. Крюкова, И. Я. Бузунова, А. Авилова. 26 ноября 1918 года местность была освобождена от оккупантов. Совхоз «Викторополь» возобновил свою деятельность.
В 1919 года территория края была занята деникинскими войсками. Во время освобождения села некоторые жители вступили добровольцами в 1-ю Конную армию Будённого. В том же году случился налёт махновцев, которые разрушили совхоз, убив часть его работников, и сожгли архив.
В годы Великой Отечественной войны совхоз «Викторополь» вошел в зону, объявленную на военном положении. Па территории действовали законы военного времени. На фронт каждый день уходили рабочие, механизаторы, специалисты. Мобилизованных на фронт мужчин на всех видах работ заменили женщины, старики, дети.
В Викторополе находился аэродром государственного значения, его строили военные, и привлекалось гражданское население.
Летом 1941 года на аэродром стали прилетать самолеты сначала транспортной авиации, а затем скоростные бомбардировщики, истребители и штурмовики.
Весной 1942 года на аэродром совхоза «Викторополь» прибыл 10-й гвардейский бомбардировочный краснознаменный авиационный ордена Суворова полк.
Лётчики полка наносили бомбовые удары по скоплениям живой силы и техники противника, по аэродромам немецко-фашистских войск, по железнодорожным станциям и перегонам, по мостам и переправам через Донец, под Харьковом, Белгородом, а затем под Лозовой, Славянском, Волчанском и Купянском.

7 июля 1942 года немецко-фашистские войска оккупировали Викторополь. 195 дней длилась оккупация. Жертвой фашистской оккупации стал житель села Викторополь Иван Баранов. Сначала он содержался в тюрьме города Валуек, затем был расстрелян.
В ночь с 17 на 18 января 1943 года Красная армия освободила Викторополь от немецких оккупантов. Викторопольский аэродром действовал вплоть до 1944 года. Отсюда в основном вылетали бомбардировщики дальнего действия.
В годы Великой Отечественной войны через аэродром в Викторополе прошли многие прославленные асы ВВС Красной армии: Герой Советского Союза Алексей Тихонович Череватенко, Василий Александрович Серогодский, Иван Георгиевич Королев, Агей Александрович Елохин, Михаил Дмитриевич Баранов, Алексей Васильевич Алелюхин.
Всего в годы войны ушли на фронт 606 викторопольцев, домой вернулись 249.

## Население
В 1887 году население хутора Викторова Поля составляло 150 жителей.
В начале XX века в Викторополе было 26 дворов, 300 жителей (217 мужчин и 83 женщины).
В 1979 году в поселке Викторополе было 1259 жителей.
В 1989 году население поселка Викторополя составило 1342 человека (625 мужчин, 717 женщин); в 1995 году — 1381 человек.
| 2002 | 2010  |
| ---- | ----- |
| 1230 | ↘1144 |

## Инфраструктура
11 марта 1992 года совхоз «Викторополь» был реорганизован в АО «Викторополь».